# .500/450 Nitro Express
El .500/450 Magnum Nitro Express es un cartucho de gran calibre desarrollado por Holland & Holland, que proviene de un cartucho de pólvora negra diseñado en 1873.

## Diseño
El .500/450 Nitro Express es un cartucho con un casquillo en forma de botella y un anillo en la base, propio de la munición usada en rifles dobles y de un solo tiro. Su diseño parte del casquillo del .500/450 Magnum Black Powder Express, y dispara proyectiles de 0.458 pulgadas (11.6 mm ) y 480 granos (31 g) a más de 2175 pies por segundo (663 m/s).

## Dimensiones

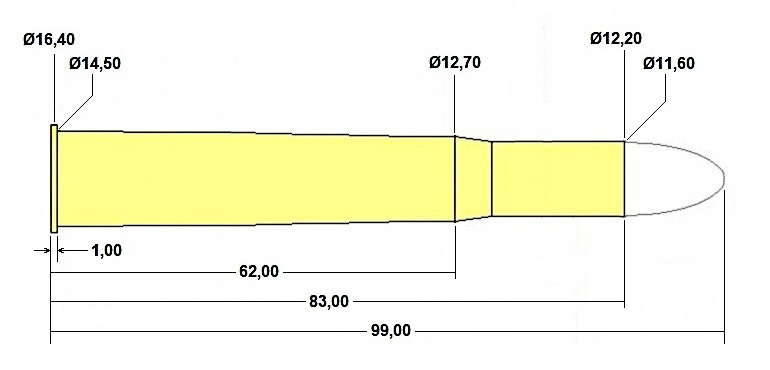

## Historia
En respuesta a problemas de extracción reportados por el .450 Nitro Express, desarrollado por John Rigby & Co., tanto Eley Brothers como Holland & Holland empezaron a trabajar en una alternativa más fiable que pudiera igualar su rendimiento. Eley Desarrolló un cartucho completamente nuevo; el .450 No.2 Nitro Express, mientras que Holland & Holland siguió el ejemplo de Rigby, y cargó el .500/450 Magnum Black Powder Express con cordita, creando así el .500/450 Nitro Express. La capacidad del casquillo le permitió obtener la misma balística pero reduciendo las presiones generadas en la recámara del .450 Nitro Express.
Para cuando el .500/450 Nitro Express fue introducido al mercado, los problemas de extracción del .450 Nitro Express de Rigby ya habían sido resueltos, volviéndose rápidamente el cartucho más popular para cazar elefantes y relegando al .500/450 Nitro Express a una posición inferior. En 1907, el .500/450 Nitro Express perdió incluso más popularidad cuando el ejército británico prohibió la importación de munición calibre .450 en sus colonias de India y el Sudán. En respuesta a esta prohibición, Holland & de Holland desarrolló su .500/465 Nitro Express. Cuando se levantó la prohibición, aparecieron alternativas más económicas a raíz de la introducción del Mauser 98 que usaba cartuchos distintos a los Nitro Express.

## Uso
El .500/450 Nitro Express es balísticamente casi idéntico al .450 Nitro Express y está considerado un buen cartucho para la caza de todo tipo de animales peligrosos.
Un prominente entusiasta del .500/450 Nitro Express fue el presidente de los Estados Unidos, Theodore Roosevelt, quien llevó un rifle doble Holland & Holland, junto con un .405 Winchester y un .30-03 durante la 1909-1910 Expedición africana Smithsonian-Roosevelt.